# Suikerwortel
De suikerwortel (Sium sisarum) is een vaste plant uit de schermbloemenfamilie (Apiaceae) die als een wortelgroente wordt gekweekt. De plant wordt 1 m hoog. Ze wordt uit zaad gekweekt, maar kan ook vermeerderd worden via worteldelen.
De suikerwortel heeft twee ondersoorten, de nominaatvorm Sium sisarum subsp. sisarum en Sium sisarum subsp. sisaroideum.